# Cristo risorto (Tiziano)
Il Cristo risorto è un dipinto del pittore Tiziano Vecellio realizzato circa 1511-1512 e conservato nella Galleria degli Uffizi a Firenze.

## Storia e descrizione
Questo dipinto appartiene alle collezioni degli Uffizi dal 18 ottobre 2001. 

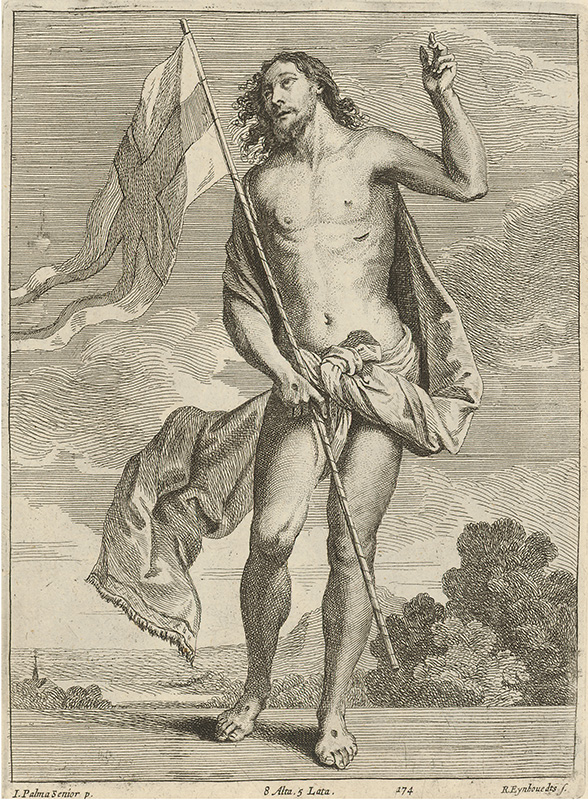
Remoldus Eynhoudt, da Palma il Vecchio, Cristo risorto

La Resurrezione di Cristo è un soggetto su cui Tiziano ha lavorato più volte: uno stendardo processionale, da lui realizzato fra il 1542 e il 1544 e conservato a Urbino nella Galleria Nazionale delle Marche - ma disunito nelle sue due parti - portava su un verso la Resurrezione di Cristo. 
Il Risorto appare alla Madre è una pala di Tiziano del 1554 che si conserva nella chiesa parrocchiale dell'Assunzione della Vergine, a Medole, unica pala d'altare di Tiziano esistente in Mantova e provincia.
La figura imponente del Cristo è qui costruita con l'apparenza di una scultura classica, contro lo sfondo di un cielo intensamente luminoso. Il largo sudario bianco, annodato sul ventre, copre le spalle del Cristo e termina con una frangia d'oro. 
Cristo risorto tiene tra le mani un vessillo con una croce rossa, simbolo della sua Passione. Il paesaggio rimpiccolito segna la distanza fra la presenza maestosa e vittoriosa del Dio e la pochezza, insignificante misura del mondo. 
Da questo dipinto fu tratta una incisione, ad opera di Remoldus Eynhoudt, che fu pubblicata nel Theatrum Pictorium, edito nel 1660 dal pittore David Teniers il Giovane. Si trattava di una raccolta di 243 incisioni, di vari autori, tratte da dipinti della collezione dell'arciduca Leopoldo Guglielmo d'Austria - governatore dei Paesi Bassi - che in gran parte oggi si trova al Kunsthistorisches Museum di Vienna. 
Il Cristo risorto in quella pubblicazione è tuttavia attribuito a Palma il Vecchio e l'immagine appare rovesciata, rispetto al dipinto originale.

### Esposizioni
- 2001, Acquisizioni e donazioni 1999 - 2000. Archeologia, Arte Orientale, Arte dal Medioevo al Novecento, Architettura, Roma.